# منطقه سوم دریایی نبوت نداجا
منطقه سوم دریایی نبوت نیروی دریایی ارتش جمهوری اسلامی ایران یکی از چهار منطقه زیرمجموعه نیروی دریایی ارتش جمهوری اسلامی ایران است، که ستاد فرماندهی آن در شهر کنارک، استان سیستان و بلوچستان مستقر می‌باشد. منطقه سوم دریایی در سال ۱۳۸۷ توسط نیروی دریایی ارتش تأسیس شد. هم‌اکنون دریادار دوم حسین حسنی فرماندهی منطقه سوم دریایی ارتش را برعهده دارد.